# Olivier Allinéi
Olivier Allinéi (Cannes, 14 febbraio 1969) è un ex cestista francese.

## Carriera
Con la Francia ha disputato i Campionati europei del 1993.